# نهاية العالم المناخية
نهاية العالم المناخية (وتسمى أيضًا ديستوبيا المناخ والانهيار الناجم عن المناخ، من بين أسماء أخرى) تشير عمومًا إلى سيناريو متوقع يتضمن الانهيار العالمي للحضارة البشرية والانقراض البشري المحتمل كنتيجة مباشرة أو غير مباشرة لتغير المناخ البشري المنشأ. ويفترض العديد من الأكاديميين والباحثين أنه ما لم يحدث تصحيح كبير للمسار بسرعة، فإن بعض أو كل الأرض ستصبح غير صالحة للسكن نتيجة درجات الحرارة المتطرفة، والظواهر الجوية القاسية، وعدم القدرة على زراعة المحاصيل، وتغيير تكوين الغلاف الجوي للأرض.
حذر العديد من العلماء مرارًا من مخاطر شديدة تصل إلى مستوى ما يمكن وصفه «بنهاية العالم المناخية». مثلًا في سبتمبر عام 2021 نشرت أكثر من 200 مجلة طبية علمية دعوة طارئة للعمل، مع توضيح أن زيادة درجة الحرارة بمقدار 1.5 درجة من شأنها أن تسبب ضررًا كارثيًا للصحة العالمية لن يتعافى منه العالم أبدًا.
اقترحت العديد من أعمال الخيال العلمي سيناريوهات نهاية العالم المناخية، لا سيما في الخيال المناخي بما في ذلك مثّل الزّارع لأوكتافيا بتلر، والتي تصور الانهيار البيئي من خلال الانهيار المجتمعي. ورواية الحرب الأمريكية لعمر العقاد، والتي تستكشف فكرة بلد تحت الماء منكوبة بالحرب؛ أو الكلمة من أجل العالم هي غابة من تأليف أورسولا لي غوين التي تتحدث عن استعمار الفضاء للهروب من ظروف الأرض.
في الأوساط الأكاديمية تشمل المجالات التي تبحث في مثل هذه المخاطر نظرية الأنظمة وأمن المناخ حيث يشير الأخير إلى البحث والتطوير المتعلقين بمخاطر الأمن الوطنية والدولية الناجمة، بشكل مباشر أو غير مباشر، عن التغيرات في أنماط المناخ. في بعض الأحيان تستخدم سيناريوهات أسوأ الحالات لتسليط الضوء على أهمية تحسين الجهود في التخفيف من آثار تغير المناخ أو في الدعوات لإعلان حالة الطوارئ المناخية من أجل تمكين ذلك.

## علم أصل الكلمة والاستخدام
إن الخطاب والمعتقدات التي تركز على نهاية العالم لها جذور عميقة في السياقات الدينية، ومقاربات بلاغية مماثلة تدعم التفسيرات العلمانية المتعلقة بنهاية العالم. وتندرج التفسيرات التاريخية في رؤيتين لنهاية العالم: المأساوية والكوميدية. الرؤيا المأساوية تؤطر الخير والشر المنقسم بوضوح، مع أحداث مقدرة. في المقابل، يؤكد التأطير الهزلي على الفاعلية البشرية المعيبة، ويميل إلى أن يتميز بجدول زمني مفتوح وعرضي ومستمر. تستفيد بعض الكتب الأكثر أهمية في حماية البيئة من تأطير نهاية العالم المأساوي أو الهزلي: الربيع الصامت (1962) لراشيل كارسون، والقنبلة السكانية لبول وآن إرليخ (1972)، وكتاب آل غور الأرض في الميزان (1992).
نهاية العالم المأساوية تحدد مصيرًا للمجتمع ينتهي بنهاية العالم. ولا يوجد أي انحراف عن هذا المسار والاتجاه والسرعة التي يتجهون بها نحو نهاية العالم فهي خارجة عن سيطرة أي شخص. ومن ناحية أخرى، تشير نهاية العالم الهزلية إلى أن الفعل البشري لديه القدرة على تغيير نتيجة نهاية العالم. ومن المهم أن نلاحظ أن نهاية العالم ستحدث في كل الأحوال، فقط الظروف المحددة المتعلقة بها يمكن أن تتأثر أكثر إذا جرى اتخاذ إجراء.
لا يوجد مصطلح واحد متفق عليه يستخدم لوصف الانهيار البيئي والإيكولوجي باعتباره نتيجة مباشرة أو غير مباشرة لتغير المناخ البشري، ومع ذلك فقد جرى استكشاف مثل هذا الحدث في كل من الأدب الخيالي وغير الخيالي لسنوات عديدة. وتتخيل رواية جول فيرن لعام 1889 رأسًا على عقب تغير المناخ بسبب إمالة متعمدة لمحور الأرض.
منذ الحرب العالمية الثانية، كان هناك نقاش مستمر حول التدمير البيئي بسبب الحرب النووية.
هناك تقليد في العالم الغربي لوصف نهاية العالم المناخية مع صور وأوصاف فرسان رؤيا يوحنا الأربعة وخصائص أخرى لنهاية العالم في الإيمان المسيحي.

### المرحلة النهائية المناخية
مصطلح بديل ومفهوم متداخل أو فئة من السيناريوهات هو «المرحلة النهائية المناخية». أشارت دراسة أجراها باحثون في عام 2022 حول مركز دراسة المخاطر الوجودية إلى أن خطر تغير المناخ (بشكل غير مباشر) الذي يؤدي إلى انهيار مجتمعي عالمي، أو ربما انقراض بشري في نهاية المطاف، هو موضوع عالمي «غير مبحوث بشكل خطير»، على الرغم من وجود مؤشرات على أن يكون ممكنًا مثل أسوأ السيناريوهات التي تقدم «التقييم المتكامل للكوارث»، والذي يأخذ في الاعتبار أيضًا المخاطر العالمية الأخرى عديمة الصلة والتسلسلات التي يتسبب فيها المناخ.

## آثار نهاية العالم بسبب تغير المناخ والانهيار البيئي
يمكن أن تتحد الآثار الشديدة لتغير المناخ، بما في ذلك المخاطر المتزامنة غير المرتبطة بالمناخ مثل التلوث في جميع أنحاء العالم، والهشاشة، ونضوب الموارد، وخيبة الأمل السياسية، والفقر أو عدم المساواة في الثروة، ومخاطر التكنولوجيا الحيوية، ما يؤدي إلى التقاء التطورات التي تسبب تفاقمًا جذريًا والتأثير على المجتمعات أو الإنسانية - يشار أحيانًا إلى مثل هذه الأزمات أو الأزمات المتعددة المتزامنة على أنها «عاصفة كاملة». يمكن اعتبار تغير المناخ أيضًا عاملًا مضاعفًا للتهديد «الذي يؤدي إلى تفاقم الاتجاهات والتوترات وعدم الاستقرار الحالي». وقد تشمل العوامل المرتبطة بالمناخ للانهيار المحتمل المجاعة (فقدان المحاصيل والجفاف) والطقس المتطرف (الأعاصير والفيضانات) والحرب ([المشتركة] الناجمة عن ندرة الموارد) والصراع والمخاطر النظمية (المتعلقة بالهجرة أو المجاعة أو الصراع)، والمرض.

### الغلاف الجوي
يقلل الاحتباس الحراري من قدرة المحيطات على امتصاص الأكسجين. وتشير المؤشرات الحيوية والأدلة الجيولوجية إلى أن المحيطات المحرومة من الأكسجين الناتجة عن تركيزات عالية من ثاني أكسيد الكربون ربما تكون قد ساهمت في أحداث الانقراضات الجماعية الخمسة السابقة في تاريخ الأرض. ووجد علماء الجيولوجيا أن الميكروبات اللاهوائية كانت ستزدهر في هذه الظروف وتنتج كميات هائلة من غاز كبريتيد الهيدروجين. وكبريتيد الهيدروجين مادة سامة وتزداد قدرتها على الفتك مع زيادة درجة الحرارة. وعند عتبة حرجة، كان من الممكن إطلاق هذا الغاز السام في الغلاف الجوي، ما يتسبب بانقراض النباتات والحيوانات في كل من المحيطات وعلى اليابسة. وتشير النماذج إلى أن هذا من شأنه أيضًا أن يضر بطبقة الأوزون، ويعرض الحياة على الأرض لمستويات ضارة من الأشعة فوق البنفسجية. تقدم التشوهات الموجودة في الأبواغ الأحفورية في غرينلاند دليلًا على أن هذا ربما حدث أثناء الانقراض البرمي. وفي نهاية العصر الباليوسيني والترياسي، حدثت انقراضات جماعية بتركيزات ثاني أكسيد الكربون تبلغ نحو 1000 جزء في المليون. إذا جرى الوصول إلى هذه التركيزات مرة أخرى في المستقبل، إما نتيجة لانبعاثات غازات الدفيئة من صنع الإنسان أو التي تحدث بشكل طبيعي، فمن الممكن أن يتكرر مثل هذا الحدث.

### الأمراض
يرتبط تغير المناخ بالأمراض المعدية، ومع تغير المناخ تزداد مخاطر الوباء أو الجائحة. وتنتشر حاملات الأمراض المعدية مثل البعوض والقراد إلى مناطق جديدة وينقلون الأمراض إلى مناطق ربما لم تكن قد تعرضت لها بطريقة أخرى. كما تزداد احتمالية انتشار الأوبئة بعد الأحداث المناخية القاسية، مثل هطول الأمطار الغزيرة أو الفيضانات. وقد تؤدي ندرة الغذاء ببعض المجتمعات إلى اتباع نظام غذائي يعتمد على اللحوم، ما يزيد من خطر تفشي الأمراض مثل الإيبولا. ويهدد ذوبان الجليد أيضًا بإطلاق الأمراض التي كانت كامنة لسنوات عديدة، كما كان الحال في أغسطس عام 2016 عندما ذاب الجليد عن جثة الرنة التي كان عمرها قرنًا من الزمن تقريبًا أصابت العديد من الأفراد في سيبيريا بالجمرة الخبيثة.